# Балтик (Јужна Дакота)
Балтик (енгл. Baltic) град је у америчкој савезној држави Јужна Дакота.

## Демографија
По попису из 2010. године број становника је 1.089, што је 278 (34,3%) становника више него 2000. године.
| Група             | 2000.       | 2010.         |
| Белци             | 801 (98,8%) | 1.031 (94,7%) |
| Афроамериканци    | 0 (0,0%)    | 5 (0,5%)      |
| Азијати           | 0 (0,0%)    | 0 (0,0%)      |
| Хиспаноамериканци | 1 (0,1%)    | 24 (2,2%)     |
| Укупно            | 811         | 1.089         |